# Bồ an
Bồ an (danh pháp khoa học: Colona auriculata) là một loài thực vật có hoa trong họ Cẩm quỳ. Loài này được (Desf.) Craib mô tả khoa học đầu tiên năm 1925.